# Restrisiko (Dokumentarfilm)
Restrisiko oder Die Arroganz der Macht (Die 23 Tage "Anhörung zur zweiten Teilerrichtungsgenehmigung für die geplante WAA Wackersdorf") ist ein Dokumentarfilm aus dem Jahr 1989 und gehört zur Kernkraft-Trilogie mit den Filmen Spaltprozesse  und Das achte Gebot.

## Inhalt
Der Film beschäftigt sich mit dem Erörterungstermin zur zweiten atomrechtlichen Teilgenehmigung der Wiederaufbereitungsanlage Wackersdorf in der Oberpfalz im Sommer 1988. Politiker und Beamte der Genehmigungsbehörde hatten dazu 881.000 Menschen zu einer Anhörung eingeladen. Der Film zeigt u. a. die Ängste und Einwände von Bürgern und Wissenschaftlern.

## Personen im Film
- Vertreter der Genehmigungsbehörde (Bayerisches Umweltministerium): Rudolf Mauker (Ministerialrat, Versammlungsleiter), Wolfgang Basse, Dr. Specht, Hr. Schmidt
- Vertreter der DWK-Betreibergesellschaft
- Gutachter von TÜV Bayern, Gesellschaft für Strahlenforschung, Bayerische Landesämter
- Einwender: Dietmar Zierer (stellvertretender Landrat), Hubert Weinzierl, Robert Jungk, Armin Weiß; Rechtsanwälte: Wolfgang Baumann, Christian Sailer, Christian Werner u. a.

## Auszeichnungen
„Restrisiko“ wurde mit vier Preisen ausgezeichnet: Peace Film Award: Lobende Erwähnung, Berlin 1989 -- Hauptpreis Ökomedia, Freiburg 1989 -- Nominiert als deutscher Beitrag zum Europäischen Filmpreis 1989 -- Förderpreis der Stadt Freiburg 1987